# Nursulu Schaimerdenowa
Nursulu Schamalbekqysy Schaimerdenowa (kyrill. Нұрсұлу Жамалбекқызы Шаймерденова, wiss. Transliteration Nursulw Žamalbekqyzy Šajmerdenova; * 16. Dezember 1958 in Nowotroizkoje im Gebiet Schymkent in Kasachstan) ist eine kasachische Philologin, Hochschullehrerin und Mitglied des wissenschaftlichen Expertenrates der kasachischen Völkerversammlung sowie Mitglied der kasachischen Gesellschaft der Lehrer für russische Sprache und Literatur. Außerdem ist sie Kinderbuchautorin.

## Leben und Werk
Nursulu Schaimerdenowa wurde als Tochter des ehemaligen Vorsitzenden des Exekutivkomitees von Schymkent, Schamalbek Schaimerdenow, und Alipa Tusypbekowna, einer Volksschullehrerin, geboren. Sie wuchs in einer im öffentlichen Leben engagierten Familie von Intellektuellen auf.
Sie besuchte die Mittelschule Nr. 20, G. S. Titow und studierte im Anschluss an der Kasachischen Staatlichen Universität S. M. Kirow (heute Kasachische Nationaluniversität Al-Farabi) russische Philologie.
Sie promovierte 1989 in Moskau am Staatlichen Pädagogischen Institut (heute Staatliche Pädagogische Universität Moskau) bei I. G. Dobrodomow und S. G. Kapralowa über Glossen in russischen Manuskripten. Sie habilitierte sich 1998 an der Kasachischen Nationaluniversität Al-Farabi (Almaty), wo sie seit 1989 als Lektorin für russische Philologie, kontrastive, historisch-vergleichende, typologische Linguistik sowie Soziolinguistik tätig war.
Von 2007 bis 2013 leitete sie das Forschungszentrum „Parassat“ in Astana, an welches sie die wichtigsten Linguisten der GUS (u. a. W. M. Leychik, G. E. Kreydlin, A. Schaposchnikow, W. P. Sinyachkin) für Vorträge und Seminare einlud.
Sie ist seit 2011 Mitglied des wissenschaftlichen Expertenrates der kasachischen Völkerversammlung, wo sie entscheidend für die Entwicklung der Sprachenpolitik mitverantwortlich ist.
Ihre wissenschaftlichen Arbeitsbereiche sind Russistik, historische Lexikologie und Lexikografie, linguistische Quellenkunde, Sprachtheorie, kontrastive Linguistik, Soziolinguistik, Kinderliteratur und Rhetorik.

## Wissenschaftliche Positionen
- Wissenschaftliche Sekretärin des Promotionsausschusses, Al-Farabi-Universität, 1997 bis 2000.
- Vorsitzende des Promotionsausschusses, Kokschetauer Staatliche Universität Sch. Ualichanow, 2009–2010.
- Professur für Allgemeine Sprachwissenschaft und Übersetzungstheorie, Eurasische Nationaluniversität L. N. Gumilyov, seit 2007.
- Stv. Direktorin der Filiale in Astana der Lomonossow-Universität Moskau, seit 2015.

## Ehrungen und Auszeichnungen
- Puschkin-Medaille, 2007.[6]
- Preis des kasachischen Wissenschafts- und Bildungsministeriums als „Beste Lektorin der Universität“ (Грант «Лучший преподаватель вуза») 2007, 2011.[6]
- Ehrennadel des russischen Auslandszentrums für ihren Beitrag zur Völkerfreundschaft (Почётный знак Росзарубежцентра «За вклад в дело Дружбы»), 2008.[6]
- Ehrenabzeichen des kasachischen Wissenschafts- und Bildungsministeriums für Verdienste in der Entwicklung der Wissenschaften in Kasachstan (Нагрудной знак «За заслуги в развитии науки Республики Казахстан»), 2009[3].
- Ehrenabzeichen des kasachischen Wissenschafts- und Bildungsministeriums „Verdienstvolle Arbeiterin für die Bildung in der Republik Kasachstan“ (Нагрудной знак «Почетный работник образования Республики Казахстан»), 2010.[7]
- Ehrenprofessur der Kokschetauer staatlichen Universität Sch. Ualichanow, 2012.[8]
- Ehrenurkunde des Präsidenten der Republik Kasachstan (Почетная грамота от имени Президента Республики Казахстан Н.Назарбаева), 2013.[8]
- 1. Preis im Wettbewerb für Kindermärchen der nationalen Akademiebibliothek Kasachstans (Диплом (I место) за участие в конкурсе «Балалар ертегісі», посвященный 10-летию Национальной Академической библиотеки РК), 2014.[8]

## Werke (Auswahl)
Wissenschaftliche Arbeiten
- Russisch für Schulen mit kasachischer, usbekischer, uigurischen Unterrichtssprache (Русский язык: қазақ тілінде жалпы білім беретін мектептің 9-сыныбына арналған оқулық). (als Mit-Autorin) Almaty: Mektep, 2005 (1. Aufl.).
- Glossen als Textphänomen (Глоссы как феномен текста). Almaty: Borki, 1997.
- Erläuterungen zur Semantik lexikalischer Einheiten (Экспликация семантики лексических единиц). Almaty: Kazakh Universiteti, 2003.
- Soziolinguistisches Handbuch: Die Sprachen der Völker Kasachstans (Социолингвистический справочник «Языки народов Казахстана»). (mit E. D. Sulejmenova). Astana: Arman-PW, 2007.
- Sprache und Kultur im Rückblick auf Schriftdenkmäler (Язык и культура в ретроспективе памятников письменности). (mit M. Buribaeva u. A. Akhmetzhanova). Astana, 2010.
- Das Land des Sprachelernens: Die Republik Kasachstan: Sprache – Volk – Kultur (Страна изучаемого языка: Республика Казахстан: Язык-Этнос-Культура). (mit R. A. Awakowa). Moskau: Thesaurus, 2010.
- Kultur der russischen Rede im bilingualen Raum Kasachstans (Культура русской речи в билингвальном прострастве Казахстана). (mit B. Murszalina). Astana: Foliant, 2012.
- Kinderliteratur in Kasachstan: Von Diskussionen zu Entscheidungen (Детская литература в Казахстане. От дискуссий к решениям). (als Herausgeberin) Moskau: Flinta/Nauka, 2015.
- Turksprachen und -völker: Sprachliche und ethnodemographische Prozesse (Тюркские языки и этносы: языковые и этнодемографические процессы). (als Mit-Herausgeberin und -Autorin). Almaty: Kazakh Universiteti, 2015.

Literarische Texte
- Eine Geschichte über rosa Flamingos (Serie „Autorenmärchen“) (Сказка о прекрасных птицах Фламинго. Серия «Авторские сказки»). Astana: Foliant, 2013.
- „Delfi und Sonnenschein.“ In: Delfi: Märchen über Glück und Liebe («Delfi и солнышко (сказка для взрослых и не только» в Delfi: сказки о счастье и любви)). (mit U. Sulejmenow). Almaty: ABK+, 2010.
- Blumenprinzessin (Принцесса цветов). Astana: Fabrika Reklamy A, 2012.
- Glösschens erste Reise (Первое путешествие Глоссика). Astana, 2015.